# Tour du Fanabregol
La tour du Fanabregol (ou tour du Fabregol) est une porte de ville située à Viols-le-Fort, en France.

## Description
Fanabregol signifie micocoulier en occitan et il y avait un exemplaire centenaire qui était juste en face de la tour. Pourtant, sur le fronton de la tour, c'est le mot fabregol qui est apposé sur la tour.

## Localisation
La porte de ville est située sur la commune de Viols-le-Fort, dans le département de l'Hérault, en région Occitanie.

## Historique
La tour-porte de Fabregole et mur mitoyen correspondant à l’ancienne portion de l’enceinte est inscrit au titre des monuments historiques par arrêté du 19 juin 2023.

## Galerie

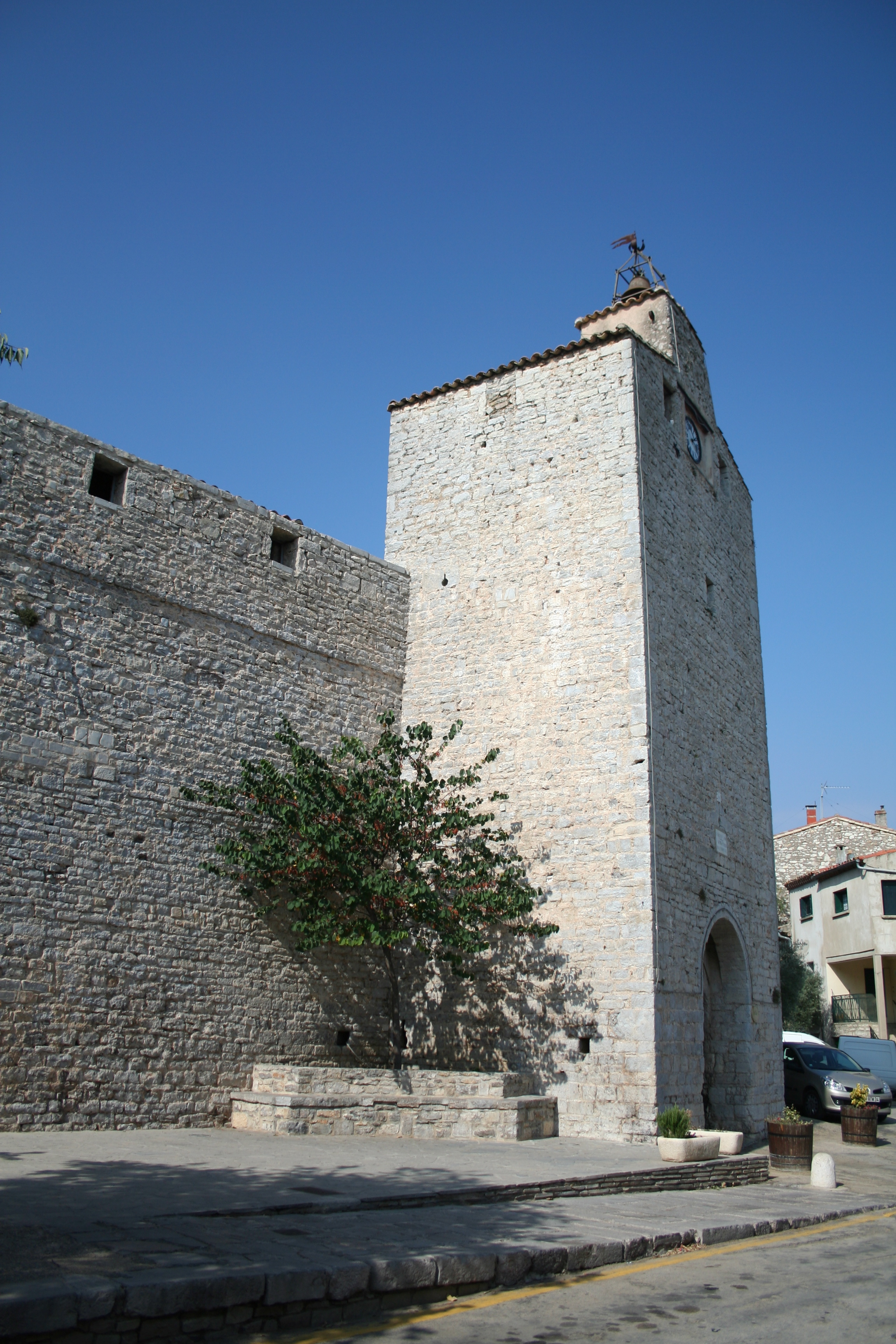
Vue de la Porte Fabregol.